# Chet Baker Ensemble
| Recensione | Giudizio |
| ---------- | -------- |
| AllMusic   |          |

Chet Baker Ensemble è un album del trombettista jazz statunitense Chet Baker (a nome "Chet Baker Ensemble"), pubblicato dall'etichetta discografica Pacific Jazz Records nel 1954.

## Tracce

### LP
Lato A (PJ-416)
1. Bockhanal – 2:58 (musica: Jack Montrose) – Registrato il 14 dicembre 1953 al Capitol Recording Studios di Hollywood, California
2. Ergo – 3:08 (musica: Jack Montrose) – Registrato il 14 dicembre 1953 al Capitol Recording Studios di Hollywood, California
3. Moonlight Becomes You – 3:24 (testo: Johnny Burke – musica: Jimmy Van Heusen) – Registrato il 22 dicembre 1953 al Capitol Recording Studios di Hollywood, California
4. Head Line – 3:07 (musica: Jack Montrose) – Registrato il 14 dicembre 1953 al Capitol Recording Studios di Hollywood, California

Lato B (PJ-417)
1. A Dandy Line – 2:48 (musica: Jack Montrose) – Registrato il 14 dicembre 1953 al Capitol Recording Studios di Hollywood, California
2. Little Old Lady – 2:47 (musica: Hoagy Carmichael) – Registrato il 22 dicembre 1953 al Capitol Recording Studios di Hollywood, California
3. Goodbye – 3:47 (musica: Gordon Jenkins) – Registrato il 22 dicembre 1953 al Capitol Recording Studios di Hollywood, California
4. Pro Defunctus – 3:26 (musica: Jack Montrose) – Registrato il 22 dicembre 1953 al Capitol Recording Studios di Hollywood, California

### CD
Edizione CD del 2004, pubblicato dalla Pacific Jazz Records (PJ-79972)
1. Bockhanal – 2:58 (musica: Jack Montrose)
2. Ergo – 3:08 (musica: Jack Montrose)
3. Moonlight Becomes You – 3:24 (testo: Johnny Burke – musica: Jimmy Van Heusen)
4. Headline – 3:07 (musica: Jack Montrose)
5. A Dandy Line – 2:48 (musica: Jack Montrose)
6. Little Old Lady – 2:47 (musica: Hoagy Carmichael)
7. Goodbye – 3:47 (musica: Gordon Jenkins)
8. Pro Defunctus – 3:26 (musica: Jack Montrose)
9. Bockhanal (alternate take - traccia bonus) – 2:33 (musica: Jack Montrose) – Registrato il 14 dicembre 1953 al Capitol Recording Studios di Hollywood, California
10. Moonlight Becomes You (alternate take - traccia bonus) – 2:52 (testo: Johnny Burke – musica: Jimmy Van Heusen) – Registrato il 22 dicembre 1953 al Capitol Recording Studios di Hollywood, California
11. A Dandy Line (alternate take - traccia bonus) – 2:48 (musica: Jack Montrose) – Registrato il 14 dicembre 1953 al Capitol Recording Studios di Hollywood, California
12. Little Old Lady (alternate take - traccia bonus) – 2:00 (musica: Hoagy Carmichael) – Registrato il 22 dicembre 1953 al Capitol Recording Studios di Hollywood, California
13. Goodbye (alternate take - traccia bonus) – 3:42 (musica: Gordon Jenkins) – Registrato il 22 dicembre 1953 al Capitol Recording Studios di Hollywood, California

- Durata brani (non accreditati sull'album originale e su CD) ricavati dalla tracklist del CD Grey December, pubblicato nel 1992 dalla Capitol Records

## Musicisti
- Chet Baker – tromba
- Herb Geller – sassofono alto, sassofono tenore
- Jack Montrose – sassofono tenore
- Bob Gordon – sassofono baritono
- Russ Freeman – pianoforte
- Joe Mondragon – contrabbasso
- Shelly Manne – batteria

note aggiuntive
- Richard Bock – produttore
- Registrazioni effettuate al Capitol Recording Studios di Hollywood, California
- Allan Emig – ingegnere delle registrazioni
- William Claxton – design copertina album originale